# 1529 Oterma
1529 Oterma (1938 BC) là một tiểu hành tinh nằm phía ngoài của vành đai chính được phát hiện ngày 26 tháng 1 năm 1938 bởi Y. Väisälä ở Turku. Nó được đặt theo tên Liisi Oterma. 